# Güncang
Die „Gemeinde Güncang der Monba“ (更章门巴族乡,  Gēngzhāng Ménbāzú Xiāng) ist eine Nationalitätengemeinde im Stadtbezirk Bayi der Stadt Nyingchi im Autonomen Gebiet Tibet der Volksrepublik China.

## Geschichte
Historischer Vorläufer der Nationalitätengemeinde war die 1967 gegründete „Volkskommune Pelung der Monba“ (排龙门巴族公社) gewesen, die am 23. April 1988 in „Gemeinde Pelung der Monba“ (排龙门巴族乡) umgewandelt worden war. Nachdem am 10. Juni 2000 ein gewaltiger Erdrutsch einen Hang des Yi’ong Shan (易贡山) hatte zu Tal gehen lassen und der dadurch verursachte Stau des Nyang Qu Pelung unter Wasser gesetzt und zerstört hatte, beschloss die Kreisregierung, die Gemeinde an einem besser geeigneten Ort, in Güncang, neu aufzubauen. Seit Ende 2000 trägt die Nationalitätengemeinde daher ihren heutigen Namen. Güncang hat eine Fläche von 368 km² und 1.614 Einwohner (Stand: Zensus 2010). Bei früheren Volkszählungen kam man auf 842 (Zensus 2000) bzw. 629 Einwohner (Zensus 1990), davon waren rund 600 Angehörige der Monba-Nationalität.

## Administrative Gliederung
Güncang setzt sich aus sieben Dörfern zusammen. Diese sind:
- Dorf Güncang (更章村), Zentrum, Sitz der Gemeinderegierung;
- Dorf Baimadian (白玛店村);
- Dorf Gyugbar (久巴村);
- Dorf Moinchong (门仲村);
- Dorf Nyangsa (娘萨村);
- Dorf Tangdü (塘堆村);
- Dorf Zhaxi (扎西村).